# The Wheels of Chance

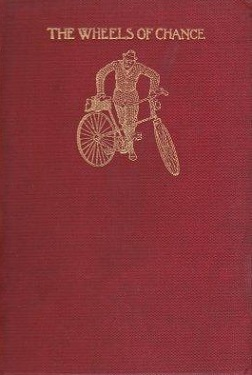
Copertina del libro nella sua prima edizione

The Wheels of Chance (letteralmente: "Le ruote del caso") è un libro comico di H. G. Wells pubblicato per la prima volta nel Regno Unito nel 1896, e mai tradotto in italiano.
Si tratta del terzo romanzo scritto da Wells, ma il secondo da lui pubblicato.

## Contesto
Il romanzo descrive molto bene i cambiamenti che l'avvento del ciclismo e della bicicletta sta provocando nella società inglese, (le automobili non erano ancora diffuse) ora infatti, anche la classe degli operai e dei modesti lavoratori può permettersi di compiere grandi distanze.

## Trama
Il protagonista del romanzo è un tale Mr. Hoopdriver, piccolo mercante di stoffe, che durante i suoi pochi giorni di vacanza, decide di visitare in bicicletta la costa meridionale dell'Inghilterra. Durante il tragitto incontra più volte una ragazza anche lei in bicicletta di 17 anni, Jessie Milton; scappata dalla matrigna a Surbiton. Dall'incontro nasce nel protagonista il desiderio di migliorare se stesso e la sua condizione nella società inglese. Altro personaggio importante nel racconto è il signor Bechamel, uomo anziano che vuole sedurre Jessie Milton, dal quale il protagonista trarrà in salvo quest'ultima, seppure quasi inconsapevolmente.

## Ambientazione
Nel romanzo si citano numerose località come Ripley, Cobham, Guildford, Haslemere, Godalming, Milford, Midhurst, Chichester, Bognor, Chichester Harbour, Havant, Botley, frazione di Wallenstock, Blandford, Ringwood.

## Diritti d'autore
In Italia, il libro è consultabile liberamente in lingua inglese, poiché i diritti dell'autore sono scaduti nel 2017, 70 anni dopo la morte, avvenuta nel 1946.

## Film
Dal libro è stato tratto un film: The Wheels of Chance del 1922, di Harold M. Shaw, con George K. Arthur, Olwen Roose e Gordon Parker. Il paese di produzione è il Regno Unito.